# دور کمر
دور کمر بخشی از شکم است که بین قفسه سینه و مفصل ران قرار می‌گیرد.  در مردم با بدن متناسب، دور کمر باریک‌ترین بخش تنه می‌باشد.
خط کمر اشاره به خطی افقی در باریک‌ترین قسمت کمر، یا به ظاهر کلی کمر دارد. مردمی که رژیم غذایی می‌گیرند اغلب اشاره می‌کنند که تلاش می‌کنند خط کمرشان اصلاح شود.
زنان به‌طور کلی دور کمر باریک‌تری نسبت به مردان دارند.

## مد
به‌طور سنتی کمربند دور کمر را می‌پوشاند.
جواهراتی، مانند یک زنجیر شکم, ممکن است دور کمر را بپوشاند.

## نسبت دور کمر به دور باسن

اندازه‌گیری نسبت دور کمر به باسن

نسبت دور کمر به دور باسن به معنی نسبت محیط دور کمر به محیط دور ِ مفصل ران است. این نسبت می‌تواند نشانه‌ای از سلامتی شخص و ریسک ابتلا به مشکلات جدی سلامتی همچون دیابت و بیماری‌های قلبی-عروقی باشد. بسیاری از تحقیقات نشان داده که زنانی که نسبت دور کمر به دور باسن ۰٫۷ برای زنان و ۰٫۹ برای مردان نشان‌دهنده سلامتی بیشتر و باروری بالاتر است. بر اساس یک مطالعه منتشر شده در یوروپین هارت ژورنال (۲۰۰۷) اندازه دور کمر و نسبت دور کمر به دور باسن شاخصی برای احتمال وقوع حوادث قلبی‌عروقی هستند. بالا بودن این نسبت می‌تواند یکی از نشانه‌های اضافه وزن و چاقی نیز باشد که خود از مهم‌ترین خطرات برای سلامتی به‌شمار می‌روند. سازمان بهداشت جهانی نسبت دور کمر به باسن ۰٫۸۵ برای زنان و ۰٫۹ برای مردان را به عنوان مقیاس چاقی شکم تعیین کرده‌است.
برای اندازه‌گیری این نسبت، محیط دور مفصل ران که از پهنترین قسمت باسن عبور می‌کند و محیط دور کمر که باریکترین قسمت کمر است، اندازه‌گیری شده و دور کمر بر باسن تقسیم تقسیم می‌شود.
بسیاری از تحقیقات نیز نشان داده که نسبت دور کمر به باسن می‌تواند شاخص مهمی برای ارزیابی جذابیت جسمی بانوان باشد. مردان در فرهنگ هندواروپایی زنانی را که نسبت دور کمر به باسن  ۰٫۷ داشته باشند، زیباتر می‌دانند. در فرهنگ‌های دیگر تفاوت‌هایی در این زمینه دیده شده‌است. بر اساس برخی تحقیقات از ۰.۶ در چین، آمریکای جنوبی، و بخش‌های از آفریقا تا ۰.۸ در کامرون و قبیله هازدا در تانزانیا متغیر است. حتی در تمدن‌های باستانی نیز نگاره‌های زنان معمولاً با نسبت دور کمر به باسن ۰.۶ تا ۰.۷ به تصویر کشیده می‌شد که نشانه ای از یک ترجیح عمومی به سوی نسبت پایین‌تر دور کمر به باسن است. بر اساس روان‌شناسی تکاملی از آن‌جا که زنان غیر حامله که در سن باروری قرار دارند به‌طور معمول نسبت دور کمر به دور باسن پایین‌تری در مقایسه با زنان نابالغ، یائسه و باردار دارند، مردان زنان دارای نسبت پایین‌تر دور کمر به باسن را به عنوان زوج دارای توانایی باروری ارزیابی کرده و ایشان را زیباتر می‌دانند.

## کاهش دور کمر و تمرین
بر پایه یک مطالعه، دور کمر زنان بین سال‌های ۱۹۹۸ و ۲۰۰۸ از ۸۰٫۸ سانتیمتر (۳۱٫۸ اینچ) به ۸۵٫۱ سانتیمتر (۳۳٫۵ اینچ) اینچ بزرگتر شده (بطور میانگین به میزان ۴٫۳ سانتیمتر (۱٫۷ اینچ))، بر طبق اعتقادی شیوه زندگی کم‌تحرک باعث این امر می‌شود.
کاهش دور کمر یا تمرین کمر اشاره به عمل پوشیدن کرست یا دیگر پوشاک محدودکننده برای کوچک کردن کمر یا تغییر اندازه خط کمر دارد. چهار دنده شناور ممکن است برای همیشه به وسیلهٔ  لباس فشرده شده یا جابه‌جا شود.  کمربند نیز ممکن است برای تغییر ظاهر کمر مورد استفاده قرار گیرد.
کاهش دور کمر ممکن است به سادگی به منظور کاهش پهنای کمر مورد استفاده قرار گیرد. این تغییر می‌تواند دائمی یا موقت باشد.
تمرین دور کمر ممکن است برای رسیدن به شکل دائمی خاصی مورد استفاده قرار گیرد، مثل لوله‌های بنیادی کمر.
حفظ رژیم غذایی صحیح همراه با ورزش باعث تناسب اندام می‌گردد.